# Linia kolejowa Studénka – Veřovice
Linia kolejowa Studénka – Veřovice – linia kolejowa w Czechach, biegnąca przez kraj morawsko-śląski, od Studénki do Veřovic.